# Empis lateralis
Empis lateralis är en tvåvingeart som beskrevs av Collin 1933. Empis lateralis ingår i släktet Empis och familjen dansflugor. Inga underarter finns listade i Catalogue of Life.